# 푸른 늑대 - 땅 끝 바다가 다하는 곳까지
푸른 늑대 - 땅 끝 바다가 다하는 곳까지(蒼き狼 地果て海尽きるまで, The Blue Wolf: To The Ends Of The Earth And Sea)는 몽골에서 제작된 사와이 신이치로 감독의 2007년 액션, 모험, 드라마 영화이다. 소리마치 타카시 등이 주연으로 출연하였고 에비하라 미노루 등이 제작에 참여하였다.

## 출연

### 주연
- 소리마치 타카시
- 고아라

### 조연
- 히라야마 유스케
- 호사카 나오키
- 키쿠카와 레이
- 카라토 료
- 이케마츠 소스케
- 마츠야마 켄이치
- 와카무라 마유미
- 아라키 타카히로
- 엔도 카치우
- 하카마다 요시히코
- 진보 사토시
- 카리야 슌스케
- 코유키
- 마츠카타 히로키
- 나리타 카이리
- 노무라 유진
- 노로 타쿠야
- 시무라 토고
- 츠가와 마사히코
- 에노키 다카아키

## 제작진
- 원작자: 모리무라 세이이치
- 조명: 야베 카즈오
- 미술: 나카자와 카츠미